# Hellendoorn (plaats)

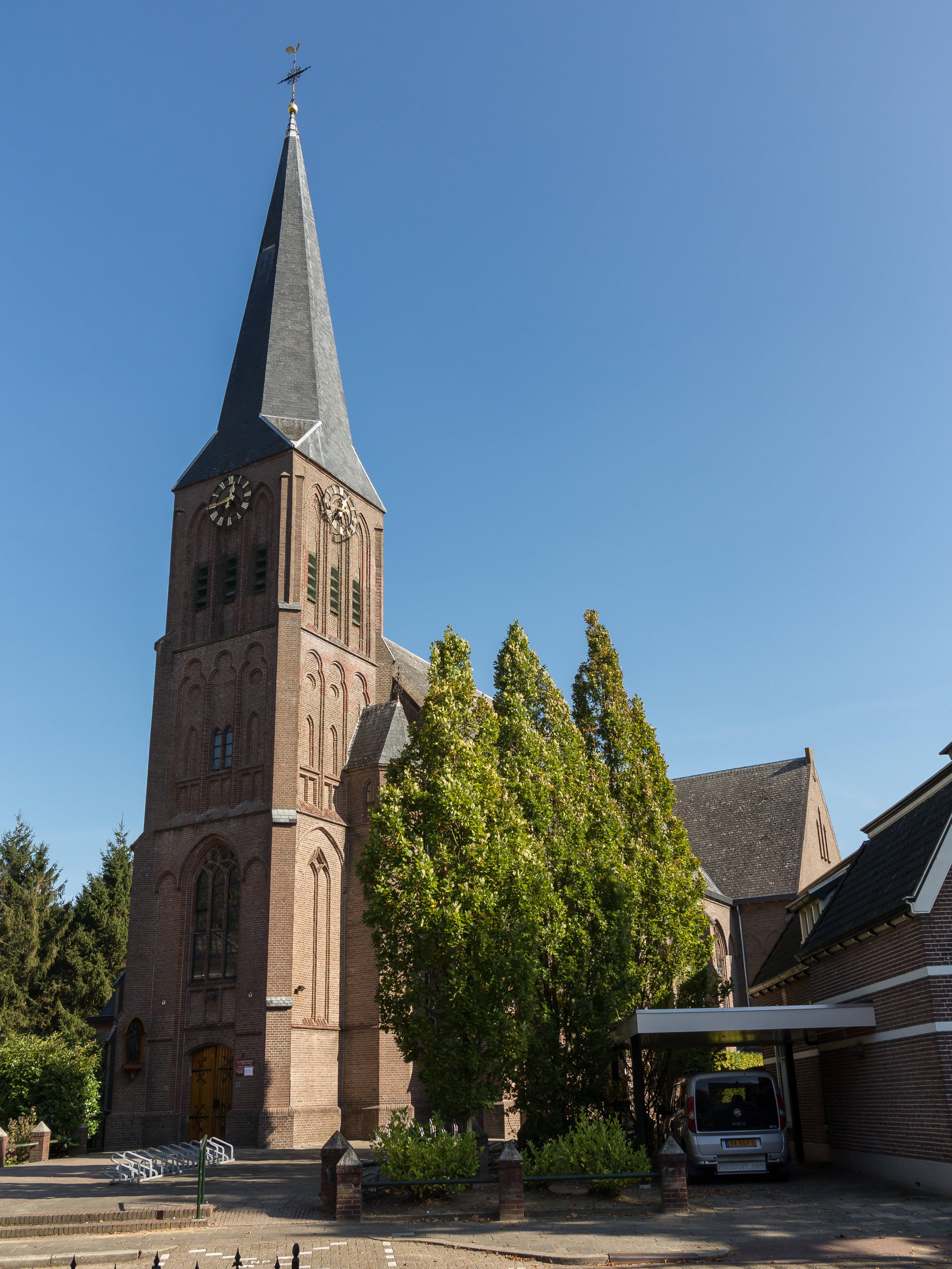
St. Sebastianuskerk

Hellendoorn (Nedersaksisch: Heldern) is een plaats met 6.500 inwoners (2023) in de gelijknamige gemeente in de Nederlandse provincie Overijssel.

## Geografie
Hellendoorn ligt in de provincie Overijssel ten oosten van de Hellendoornse Berg, die deel uitmaakt van de stuwwal Sallandse Heuvelrug.

## Economie
Hellendoorn is bekend geworden door de aanwezigheid van het Avonturenpark Hellendoorn. Verder is er in het dorp een ijsfabriek, die tot 1996 het ijsmerk Caraco maakte. Het bedrijf werd in 1985 overgenomen door Unilever en produceerde eerst het merk Ola en tegenwoordig het merk Ben & Jerry's. Gerrit Valk's Bakkerij- en IJsmuseum in de Dorpsstraat toont een collectie gereedschappen, voorwerpen en machines uit vroegere bakkerijen en uit het begin van de ijsbereiding.
In Hellendoorn staan twee korenmolens:
- De Hoop
- De Wippe/Molen van Fakkert

## Verkeer en vervoer
Vroeger had de spoorlijn Neede – Hellendoorn een station in Hellendoorn en Nijverdal-Zuid, maar die lijn – voor personenvervoer – is in 1935 gesloten. De provinciale weg 347 (N347) loopt rondom Hellendoorn, doordat er een kleine ring is aangelegd. In Hellendoorn zijn er busverbindingen aanwezig, namelijk buurtbussen 594 (Nijverdal – Den Ham/Daarlerveen) en 597 (Nijverdal – Hellendoorn).

## Evenementen
- In Hellendoorn wordt jaarlijks op Hemelvaartsdag het popfestival Dauwpop georganiseerd. Dit evenement vindt plaats op een terrein gelegen naast het Avonturenpark Hellendoorn. Naast Dauwpop vinden er op dit terrein ook andere evenementen plaats. Zo waren er in 2005 Dynamo Open Air en in 2009 Nightmare Outdoor en gaven bands als Motörhead, Level 42 en de Simple Minds er een openluchtconcert.
- Hellendoorn Rally, sinds 1982.

## Geboren in Hellendoorn
- Focco Bernardus Coninck Liefsting (1827-1913), rechtsgeleerde
- Johanna van Buren (1881-1962), dichter
- Evert Werkman (1915-1988), journalist, scenarioschrijver, stripscenarist, dichter, columnist en publicist
- Erik Vos (1929), toneelregisseur en theatermaker
- Onno Boekhoudt (1944-2002), sieraadontwerper en docent
- Willem Glashouwer jr. (1944), predikant, programmamaker, voorzitter Christenen voor Israël
- Reinier ter Avest (1945), politicus
- Gerard Aalders (1946), historicus, scandinavist, schrijver en publicist
- Ernst Bakker (1946-2014), politicus
- Herman Ponsteen (1953), wielrenner
- Derk van Egmond (1956), wielrenner
- Nelleke Zandwijk (1961), schrijver en beeldend kunstenaar
- Judikje Kiers (1962), kunsthistoricus
- Rob Harmeling (1964), wielrenner
- Frank Hosmar (1968), dressuurruiter
- Jalo de Vries (1972), waterpolospeler
- Kars Jansman (1995), schaatser

## Geschiedenis
Hellendoorn wordt het eerst genoemd in 1275. Het dorp wordt in oude bisschoppelijke rekeningen genoemd, waarbij de pastoor een bijdrage doet aan de kruistochten.

### Tweede Wereldoorlog
In 1944 plaatste nazi-Duitsland onder andere aan de Eelerbergweg bij Hellendoorn een V2-raket-installatie. Het al bevrijde Antwerpen was doelwit voor dit vernietigingswapen. Op 16 november 1944 vond de eerste lancering vanaf de Eelerberg door de SS-Werfer-Abteilung 500 van een raket richting Antwerpen plaats. Deze stortte echter direct na de start neer nabij het Volkssanatorium voor tuberculosepatiënten ter plaatse. Na een wel gelukte lancering kwam op 16 december 1944 een V2-raket met 738 kg springstof terecht op de Rex-bioscoop te Antwerpen, 567 mensen lieten daarbij het leven.

### Hellendoorn begin twintigste eeuw

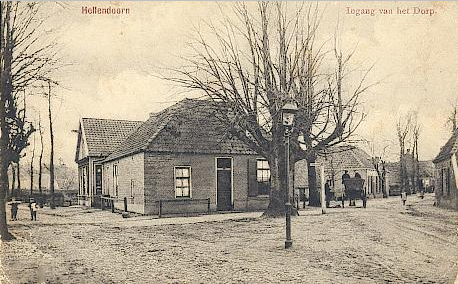
De ingang van Hellendoorn omstreeks 1910
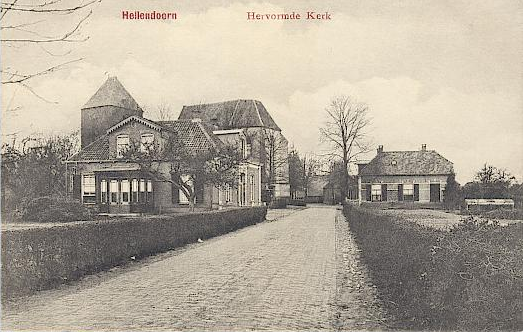
Hervormde Kerk omstreeks 1905
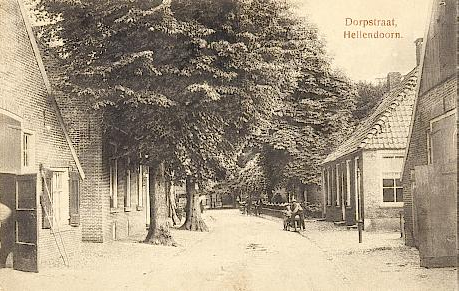
Dorpstraat omstreeks 1910